# Bedizzole

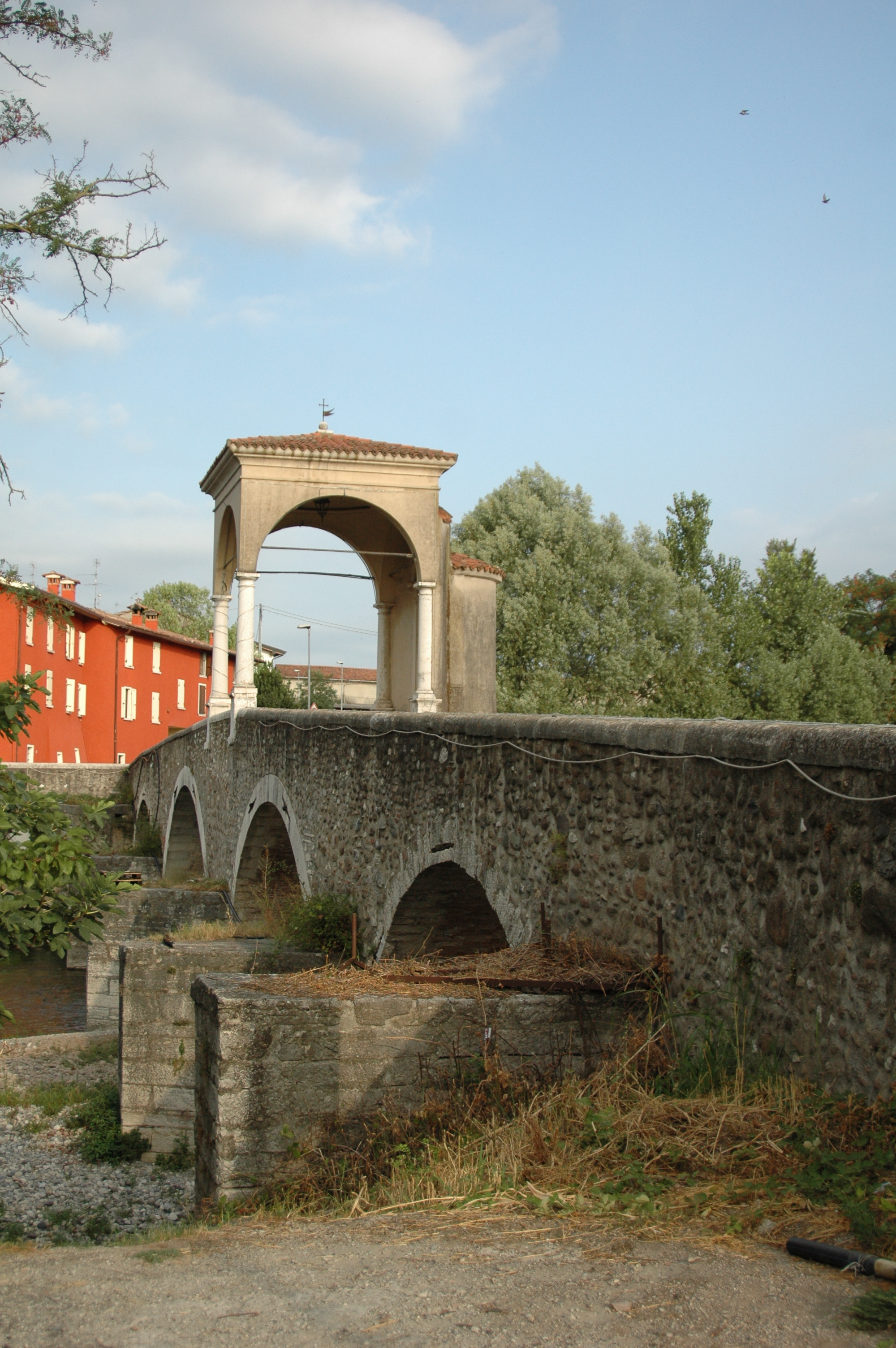
Ponte di Pontenove

Bedizzole is een gemeente in de Italiaanse provincie Brescia (regio Lombardije) en telt 10.203 inwoners (31-12-2004). De oppervlakte bedraagt 26,4 km², de bevolkingsdichtheid is 359 inwoners per km².
De volgende frazioni maken deel uit van de gemeente: Bussago, Campagnola, Cantrina, Cogozzo, Macesina, Masciaga, Monteroseo, Piazza, Pontenove, Salago, San Rocco, San Tomaso, San Vito, Sedesina.

## Demografie
Bedizzole telt ongeveer 3994 huishoudens. Het aantal inwoners steeg in de periode 1991-2001 met 13,7% volgens cijfers uit de tienjaarlijkse volkstellingen van ISTAT.
| Jaar | Inwoneraantal |
| ---- | ------------- |
| 1991 | 8196          |
| 2001 | 9320          |

## Geografie
De gemeente ligt op ongeveer 184 m boven zeeniveau.
Bedizzole grenst aan de volgende gemeenten: Calcinato, Calvagese della Riviera, Lonato, Mazzano, Nuvolento, Nuvolera, Prevalle.